# Campyloptère de Wetmore
Campylopterus excellens
Espèce
Statut de conservation UICN

 LC  : Préoccupation mineure
Statut CITES
Le Campyloptère de Wetmore (Campylopterus excellens) est une espèce d'oiseaux de la famille des Trochilidae.

## Distribution
Le Campyloptère de Wetmore est endémique du Mexique.

Carte de répartition de l'espèce

## Référence
(en) « Neotropical Birds Online », Cornell Lab of Ornithology, 2 mai 2011